# Velagići
Velagići – wieś w Bośni i Hercegowinie, w Federacji Bośni i Hercegowiny, w kantonie uńsko-sańskim, w gminie Ključ. W 2013 roku liczyła 465 mieszkańców, z czego większość stanowili Boszniacy.